# ミッキー・ブランコ
ミッキー・ブランコ（英語：Mykki Blanco、1986年4月2日-）は、アメリカ合衆国のラッパー、パフォーマンス・アーティスト、詩人、活動家である。 出生名は、マイケル・デビッド・クアトロバウム・ジュニア（英語：Michael David Quattlebaum Jr.）で、一部の活動はこの名義で行われている。

## 生い立ち
ブランコは、パラリーガルとして働く母と、IT専門家の父との間にカリフォルニア州オレンジ郡で生まれた。父はユダヤ教徒のアフリカ系アメリカ人で、以前は霊能者として活動していたこともある。 ブランコが２歳の時に両親は離婚。幼少期はカリフォルニア州サンマテオ郡で過ごし、８歳の時にノースカロライナ州に移住した。
子供の頃からクィア的であったものの、家族や親戚には寛容に受け入れられた。15歳の時には、ブランコが主宰したパフォーマンス集団、Paint In Consciousness Experimental Theaterが、ノースカロライナ州のタブロイド紙のインディーズスピリットアワードを受賞した 。
16歳でニューヨーク市に家出をし、ELLE (雑誌)の姉妹誌だったElle girlでインターンシップをする。 その後、カリフォルニアの祖父母の元で高校を卒業した後 、全額支給の奨学金を得てシカゴ美術館附属美術大学に通ったが、2期後の2006年には中退した。この時、シカゴのノイズ、パンクシーンに触れたことが後の大きな影響になっていると語った。その後、ニューヨークのパーソンズ美術大学にも短期間在籍した 。

## 音楽活動と芸術性

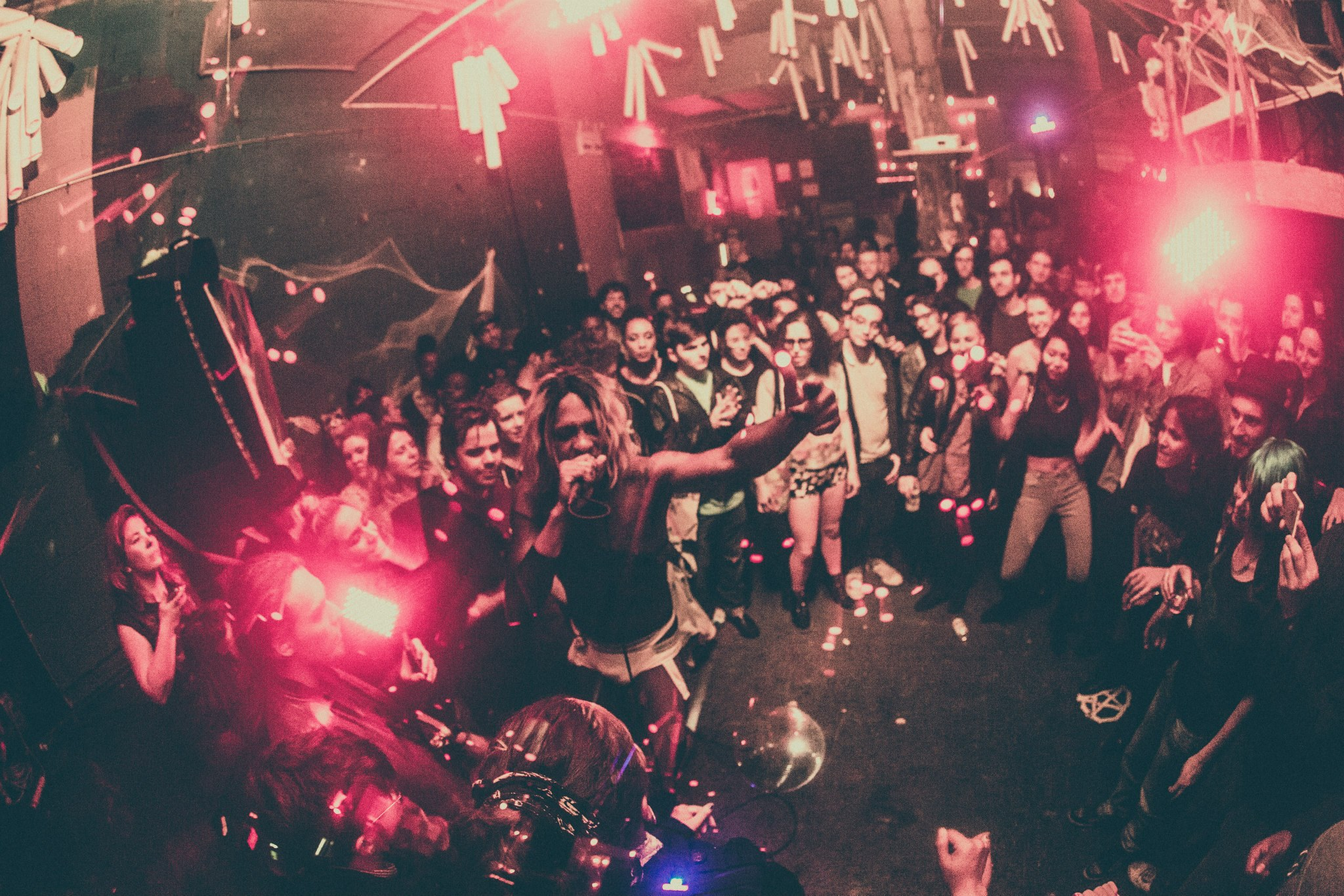
2014年、ブルックリン、Glasslands Galleryでの公演。

2010年に、アート・プロジェクトとして、ミッキー・ブランコというキャラクターで動画を作り、YouTubeで公開した。動画ではティーンエイジャーの女子学生という設定で、ブランコはこの時に人生で初めて女性的な格好をした。ミッキー・ブランコと言う名前の由来は、 ラッパーのリル・キムがもつ別人格、キミー・ブランコをもじったものであるが、当初はラップをする設定ではなかった 。普段から書き溜めてた詩をラップをすることを勧められたことから、徐々に音楽とパフォーマンス・アートを織り交ぜた形で展開されていく。その後も一貫して、映像やファッションなどの視覚表現や詩に強いこだわりを持つ。
ミッキー・ブランコとは別で、マイケル・クアトロバウムとして、インダストリアル・ノイズと詩を組み合わせた No Fear と言うバンドを組んでいたこともある。
2012年には、ミッキー・ブランコ名義で初となるEP『Mykki Blanco＆the Mutant Angels』をリリース。2016年には、デビューアルバム『Mykki』をリリースする。2011年には本名、クアトロバウム名義の詩集『From the Silence of Duchamp to the Noise of Boys』が出版社OHWOWから出版されている 。
デヴェンドラ・バンハートやカニエ・ウェストなどとの楽曲や、マドンナのMVへの出演、ビョークとツアーを回るなど、著名なアーティストとのコラボレーションも行っている。2019年5月5日、マドンナがLGBTの権利活動への影響から「 GLAAD Advocate for Change」賞を受賞する際、ブランコは ロージーオドネルとアンダーソンクーパーとともに、賞の授与を担当した 。
ブランコが影響を受けた主なアーティストとして、リル・キム 、GGアリン 、ジャン・コクトー 、ローリン・ヒル 、リアーナ 、マリリン・マンソン 、アナイス・ニンなどが挙げられる  。また、パンク・カルチャーから派生したクィア・ムーブメントであるクィアコアや、パンク・フェミニズム・ムーブメントであるライオット・ガールにも大きく影響を受けた。中でもブルース・ラ・ブルースや現代美術家でドラァグクイーンでもあるヴァギナル・デービスなどが強い影響として挙げられる 。
ブランコは度々、クィア・ヒップホップのパイオニアとして挙げられる。「ゲイ・ラップ」や「クィア・ラップ」などのレッテルで括られることは不本意だとしたものの、今では「受け入れた」としている 。 また、ブランコの事をドラァグ・パフォーマーと呼ぶことに対しては、「人生で一度もヴォーギングしたことなんかない。私のバックグラウンドはパンクとRiot Grrrlだ」と否定している。他のアーティストを引き合いに自身のアーティスト像を語ることも多く、マリリンマンソンや他のラッパーでなく、むしろオノ・ヨーコの様になりたいと表現した。またブランコのデビューアルバム『Mykki』は元々、マイケルジャクソンからとった『Michael』とつけるつもりだった 。
ブランコは、アーティストとしてのペルソナであるミッキー・ブランコと、アーティスト活動外での自身の共通性を何度も強調し、ステージ上でのフェミニンなジェンダー表現は、自身のジェンダー・アイデンティティと連携しているものだとしている。女性的な装飾を纏うことも多いミッキー・ブランコの表現は、異性装としてのドラァグ・パフォーマンスではなく、自身のジェンダー探究の一部だとしており、ステージ上での表現が時期によって違うのも、自身における変化の現れだとしている。

## 私生活
元々自身の事をゲイだと認識していたが、ミッキー・ブランコというキャラクターのために初めて女性装をする。動画撮影のために、度々ミッキー・ブランコの格好をしている中、ある日突然「キャラクターが第四の壁を破った」といい、初めて女性装のまま部屋を出る。その時はまだ、トランスジェンダーという用語が浮かんだ訳ではないが、女性装で街に出て、「ただゲイなだけじゃない」と認識したといい、後のインタビューで「あの日が私の人生を永遠に変えた」と語った。
ブランコのジェンダー・アイデンティティやジェンダー表現は流動的であったが、2019年には自身がトランス女性だと発表した。それまでは、トランスフェミニン であると表現する事もあり、過去には自身のことをシスゲイ男性であると表現したこともあった為、男性代名詞（he/him）が使われていた事もある。現在は自身を称する代名詞は、女性代名詞（she/her）か、ジェンダー・ニュートラルな代名詞（they/them）を使っている 。2020年にはホルモン療法を始め、トランス女性である事をインタビューで語った。 活発なトランスジェンダーの権利活動家として知られる 。
2015年、自身のFacebookページを介して、2011年からHIV陽性であると明らかにした  。当初は、音楽業界における根深いHIV陽性者に対するスティグマにより、公表後もミュージシャンとしてのキャリアを続けられるとは思わなかったとしているが、最終的に公表することにした 。元々、同年に性別移行を始める予定だったが、トランスジェンダーとHIV陽性という二重のスティグマを負う事に対する恐怖から延期した。ミュージシャンを続けれなくなったら、世界におけるLGBTの情勢について伝えるジャーナリストになろうと考えていたと言うが、公表の投稿に対して１万人を超える反応があり、音楽活動の継続を決心した 。

## ディスコグラフィー

### スタジオアルバム
| 題名  | アルバム詳細 |
| ----- | --- |
| Mykki | - リリース：2016年9月16日 - レーベル：Dogfood Music Group、 Studio！ K7 - フォーマット： ストリーミング 、 ダウンロード |

### EP
| 題名                             | EP詳細                                                                                         |
| -------------------------------- | ---------------------------------------------------------------------------------------------- |
| Mykki Blanco & the Mutant Angels | - リリース：2012年5月15日 - レーベル：UNO - フォーマット： ダウンロード                        |
| Betty Rubble: The Initiation     | - リリース：2013年5月21日 - レーベル：UNO - フォーマット：ダウンロード                         |
| Spring/Summer 2014               | - リリース：2014年6月20日 - レーベル：UNO - フォーマット：ストリーミング、デジタルダウンロード |

### ミックステープ
| 題名                                     | ミックステープの詳細                                                               |
| ---------------------------------------- | ---------------------------------------------------------------------------------- |
| Cosmic Angel：The Illuminati Prince / ss | - リリース：2012年11月9日 - レーベル：UNO - フォーマット：ダウンロード             |
| Gay Dog Food                             | - リリース：2014年10月28日 - レーベル：UNO、Ormolycka - フォーマット：ダウンロード |

## 著作
From the Silence of Duchamp to the Noise of Boys　(2011)